# Эрих, Иван Иванович
 Иван Иванович Эрих (1755-?) — ординарный профессор Казанского университета по кафедре латинского и греческого языков.

## Биография
Родился в 1755 г. в Эрфурте и образование получил в Эрфуртском, Йенском и Гёттингенском университетах. По сведениям заграничных аттестатов, Эрих имел степень кандидата теологии, но печатным образом не заявил своих знаний.
По приезде в Россию Эрих был сначала домашним учителем в разных местах, а в 1794 году поступил учителем немецкого языка в Нижегородское главное народное училище, откуда в 1799 году перешёл в Казанскую гимназию, где преподавал в разных классах языки: французский, немецкий и латинский.
С 1805 года он — адъюнкт Казанского университета; в 1810 году утверждён в должности экстраординарного профессора, а в 1814 — в должности ординарного профессора.
И. Ф. Яковкин указывал: 

Эрих, по глубокому и основательному его знанию языков немецкого, французского, английского, итальянского, также по хорошему сведению греческого и российского, по отличной своей памяти и чтению авторов и как по полученным ещё в иностранных университетах, что видно из иностранных аттестатов, так и по приобретенным от времени и опытности многолетней знаниям, достойно почитается здесь вообще многоязычным, а между приятелями оракулом; в должности своей всегда был пунктуален, как истый немец; в поведении благороден; в чувствованиях беспристрастен. Можно по всей справедливости сказать, что он делает честь всякому месту, в котором будет находиться.
С. Т. Аксаков, вспоминая, как Эрих заставлял переводить в классе с русского повести Карамзина, называл его «большим лингвистом».
В 1819 году, после ревизии Казанского университета Магницким, началось массовое увольнение лучших профессоров; в число опальных попал и Эрих, тогда же уволенный в отставку.
Из учёных трудов Эриха заслуживает внимания его сочинение: «Onomasticon graeco-latinum ritualis graecorum».